# Раджабли, Фаик Аббас оглы
Фаик Раджабли (4 февраля, 1927 года, Гянджа — 25 апреля 2012 года, Баку) — азербайджанский фотограф, пионер азербайджанской фотожурналистики, член Союза фотокорреспондентов Азербайджана, старший лаборант кафедры истории физкультуры Академии физического воспитания и спорта Азербайджана.

## Биография
Родился в 1927 году в городе Гянджа в семье журналиста Аббаса Раджабли. С детства увлекался фотографией. По окончании школы переезжает в Баку, заканчивает физкультурный техникум и институт. Первые кадры появляются в СМИ с 1946 года. Работает внештатным корреспондентом газеты «Идман». Приход в фотожурналистику не случаен. Младший брат Рауф Раджабли 25 лет был редактором газеты Гянджа. Старший брат Тофик Раджабли заведовал корейским отделом на одной из московских радиостанций.
В 1969 году снимки Фаика Раджабли получают большую известность. Его снимок «Приём» занял третье место на Всесоюзном конкурсе фотокорреспондентов газеты «Советский Спорт». На снимке запечатлён приём в исполнении чемпиона мира по борьбе Айдына Ибрагимова. На снимках Фаика Раджабли запечатлены многие известные спортсмены и тренеры Советского Союза такие как Анатолий Банишевский, Сергей Крамаренко, Николай Смольников.
Раджабли посвятил всю свою жизнь съёмкам. В ответ на вопрос «Что вы делаете в свободное от работы время?» говорил — «Снимаю». В его архиве насчитывается более ста тысяч фотографий. Даже будучи в преклонном возрасте он не переставал фотографировать и участвовать в региональных и международных конкурсах.
Фаик Раджабли обладал уникальной способностью уловить нужный момент для хорошего кадра. Так, в числе фотографий есть несколько курьезных — например снимок, на котором изображен лебедь, случайным образом залетевший на футбольное поле. В 2010 году его снимок занимает второе место на «III-ий Международном Фотоконкурсе имени Муслима Эльдарова Традиции и современность» в категории «Спорт». На снимке изображены 12 баранов, которые случайным образом забрели на футбольное поле. Снимок понравился жюри за символичность интерпретации футбольной команды и тренера.
В 2010 году удостоен премии Союза Фотографов Азербайджана «За особые заслуги в развитии азербайджанского фотоискусства».